# 페렌치 라슬로

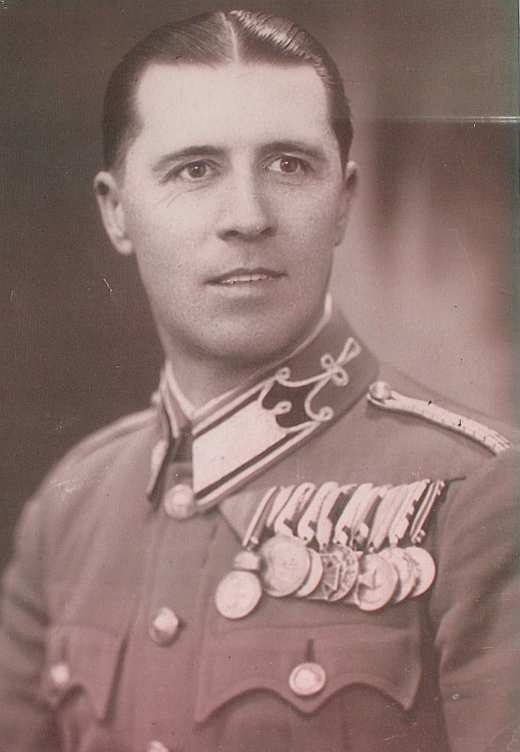
페렌치 라슬로

페렌치 라슬로(헝가리어: Ferenczy László, 1898년 – 1946년 5월 31일)는 헝가리 왕립 헌병대 중령이였으며, 제2차 세계 대전과 홀로코스트 시기에는 "중앙 탈유대화 부대(Central dejewification unit)"에서 활동하였다.
페렌치는 펠시외비쇼(헝가리어: Felsővisó)(오늘날 루마니아 마라무레슈주 비셰우데수스)에서 태어났다. 1940년 3월부터 1942년 7월까지에는 슬로바키아에서 헝가리로 피난 온 유대인을 수색하는 부대에서 복무했다. 1944년 3월 나치 독일이 헝가리를 침공한 후, 그해 3월 25일 헝가리 왕립 헌병대와 독일 SS국가지도자 보안국간의 연락 담당자로 임명되었다. 이는 그가 SS 장교인 아돌프 아이히만과 긴밀히 협력하였다는 것을 보여준다. 페렌치의 사무실은 아이히만의 사무실이었던 부다페스트 Majestic Hotel 근처인 Lomnic 호텔의 2층에 위치하였다.
페렌치는 1944년 봄 여름동안 43만 4천명 이상 헝가리 유대인을 아우슈비츠 강제 수용소로 이송하는데 협력했으며, 이 유대인들은 대부분 가스실에서 사망했다. 7월, 헝가리 섭정 호르티 미클로시가 강제 이송을 중단하라고 명령하였다. 그러자 페렌치는 8월, 아이히만과 강제 이송 중단 협상을 벌이려고 시도하던 부다페스트 유대인 협회인 원조와 구조 협회와 접촉하였다. 10월, 화살십자당 당수 살러시 페렌츠가 총리가 되자 페렌치는 다시 유대인을 강제 이송하는 일을 맡았다.
페렌치는 전쟁 후 헝가리에서 재판을 받았고, 1946년 5월 31일 교수형에 처해졌다.